# 바르역
바르역(독일어: Bahnhof Baar)은 스위스 추크주에 있는 기차역으로 바르 지자제에 위치해 있다. 역은 탈빌-아트-골다우 철도에 있으며 취리히에서 루체른까지 그리고 취리히 S-반 노선 S24에 있는 인터레기오 기차의 중간 정류장이다. 추크 슈타트반 S1 노선의 북쪽 종점이기도 하다.

## 운행편
2020년 12월 시간표 변경에 따라 다음 서비스가 바르에서 정차한다.
- 인터레기오 : 루체른과 콘스탄츠 간 매시간 운행.
- 루체른 S-반 S1 / 추크 슈타트반 S1 : 로트크로이츠까지 15분 간격으로 운행하며 다른 모든 열차는 로트크로이츠에서 주르제까지 계속 운행한다.
- 취리히 S-반 S24 : 추크와 빈터투어 간 30분 운행 기차는 빈터투어에서 타잉엔 또는 바인펠덴까지 계속된다.